# Joshua Nurse
Joshua Nurse (Laurelton, Nueva York, el 27 de noviembre de 1997) es un jugador de baloncesto estadounidense que mide 2,08 metros y juega en la posición de pívot.

## Trayectoria
Nurse es un pívot formado en el Queens High School of Teaching en Queens (Nueva York) hasta 2015, antes de ingresar en el St. Francis College, institución académica ubicada en Brooklyn, Nueva York, donde estuvo durante cuatro temporadas disputando la NCAA con los St. Francis Brooklyn Terriers, desde 2015 a 2020. 
En la temporada 2021-22, llega por primera vez a Europa donde firmó por el BC Dinamo Tbilisi de la primera división georgiana. En la misma temporada jugaría en el KK Kožuv de la Prva Liga.
En la temporada 2022-23, firmó por el BK IMMOunited Dukes, de la Bundesliga austriaca.
El 4 de noviembre de 2023, firma por el Vëllaznimi Gjakove de la Superliga de Kosovo.
El 5 de enero de 2024, firma por el Vilkaviskio Perlas de la Nacionalinė krepšinio lyga, la segunda división lituana, donde  promedia 8,1 puntos y 8,4 rebotes en 23 minutos de juego con una efectividad del 66% en los lanzamientos de dos puntos.
El 8 de agosto de 2024, firma por el Oviedo Club Baloncesto de la Liga LEB Oro.
El 21 de octubre de 2024, el Oviedo Club Baloncesto y el jugador llegan a un acuerdo para la rescisión del contrato.
Se unió al Bali United de Indonesia para disputar la temporada 2025 de la IBL.